# Orlando
Orlando é uma cidade localizada no estado norte-americano da Flórida, no condado de Orange, do qual é sede. Foi fundada em 1873 e incorporada em 1875.
A cidade está localizada na região central do estado, possuindo um clima subtropical. Pântanos são comuns na região. Famosa por suas atrações turísticas, tais como, Disney, Orlando recebeu em 2012 mais de 55 milhões de turistas, tornando-se a cidade mais visitada dos Estados Unidos e a segunda mais visitada no mundo. Isto a faz comportar uma imensa infraestrutura de hotéis, carros de passeio e guias para atender tal demanda. A infraestrutura para o turismo é tão grande que a cidade possui 100 000 quartos de hotéis a disposição e 26 000 residências de aluguel para férias, o turismo emprega 230 000 pessoas na região, sendo que Walt Disney World é a que mais emprega, com 56 000 funcionários.
Além de ser um polo turístico, Orlando também é um centro financeiro, passando atualmente por uma fase de intenso crescimento, com inúmeros projetos de expansão em andamento. É também considerado por oito anos consecutivos líder em atendimento e pesquisas na área da saúde (Florida Hospital), possui a segunda maior universidade do estado da Flórida, (University of Central Florida) e uma equipe na principal liga americana de basquetebol, a NBA (Orlando Magic).
A cidade de Orlando é apelidada de "The City Beautiful", e seu símbolo é a Fonte Memorial Linton E. Allen, comumente referida como simplesmente a "fonte do Lago Eola" no Lake Eola Park. Orlando também é conhecida como "A Capital Mundial do Parque Temático" e em 2018 suas atrações e eventos turísticos atraíram mais de 75 milhões de visitantes. O Aeroporto Internacional de Orlando (MCO ou OIA) é o décimo terceiro aeroporto mais movimentado dos Estados Unidos e o 29º mais movimentado do mundo.
Como um dos destinos turísticos mais visitados do mundo, as famosas atrações de Orlando formam a espinha dorsal de sua indústria do turismo. As duas mais importantes dessas atrações são a Walt Disney World, aberta pela Walt Disney Company em 1971 e localizada a aproximadamente 34 km a sudoeste do centro de Orlando, em Bay Lake; e o Universal Orlando Resort, inaugurado em 1990 como uma grande expansão do Universal Studios Florida. Com exceção da Walt Disney World, as principais atrações estão localizadas ao longo da International Drive, sendo uma delas The Wheel no ICON Park Orlando. A cidade também é uma das cidades americanas mais movimentadas para conferências e convenções; o Orange County Convention Center é a segunda maior instalação de convenções dos Estados Unidos.

## História
A região onde hoje é localizado a cidade de Orlando, era habitada por uma tribo de nativos americanos conhecida pelo nome de seminoles. Durante a Primeira Guerra dos Seminoles um soldado chamado  Orlando Reeves fora morto em 1836,  em suas terras que produziam açúcar, seu corpo enterrado ao lado de uma árvore, com seu nome escrito na mesma. Mais tarde alguns colonos que chegaram à região passaram a  atribuir o nome escrito no túmulo ao local que ali eles se estabeleceram, assim Orlando fora como o lugar passou a ser conhecido.
Durante a Segunda Guerra dos Seminoles, em 1838 o Exército da União estabeleceu um acampamento em Fort Gadlin, poucos quilômetros ao sul do atual centro da cidade, mas foi rapidamente abandonado quando a guerra chegou ao fim.
Somente durante a Terceira Guerra dos Seminoles, por volta de 1850, que a região passou a receber uma ocupação considerável, os primeiros habitantes em sua maioria eram criadores de gado, e assim permaneceu durante a Guerra Civil Americana.
De 1875 até 1895 a cidade passou por um fase de grande crescimento na produção de frutas cítricas, em especial a laranja, esta era ficou conhecida como a Era Premiada. Mas ao final da era a produção passou por grandes problemas devido a um tempo congelado que chegou à região, muitos dos produtores deixaram a cidade passando a produzir mais ao sul do Estado.
Um fato importante acontecido nos anos 70 foi a construção do Aeroporto Internacional de Orlando, no lugar da Base McCoy da Força Aérea, sendo um dos mais movimentados aeroportos do mundo.
O prédio SunTrust Center é o maior de Orlando, construído em 1988, ele tem 134 m; em segundo lugar está o Orange County Courthouse, construído em 1997, ele tem 127 m. Hoje encontra-se em construção o prédio VUE no Lago Eola e terá 129,5 m.

### Importância militar
Orlando, por ser a maior cidade continental da Flórida, fora usada inúmeras vezes como local de acampamento para abrigar soldados desde a Guerra Hispano-Americana até a Segunda Guerra Mundial. Em 1958 a Base McCoy da Força Aérea foi fundada, onde era o assentamento do exército em Pine Castle, em homenagem ao Coronel Michael N.W. McCoy. Como Orlando é próximo da Base da Força Aérea de Patrick, Estação Kennedy da Força Aérea e do Centro Espacial de Kennedy, muitas companhias de alta tecnologia se estabeleceram na região, criando empregos de nível elevado para os habitantes de Orlando.

### Parques temáticos

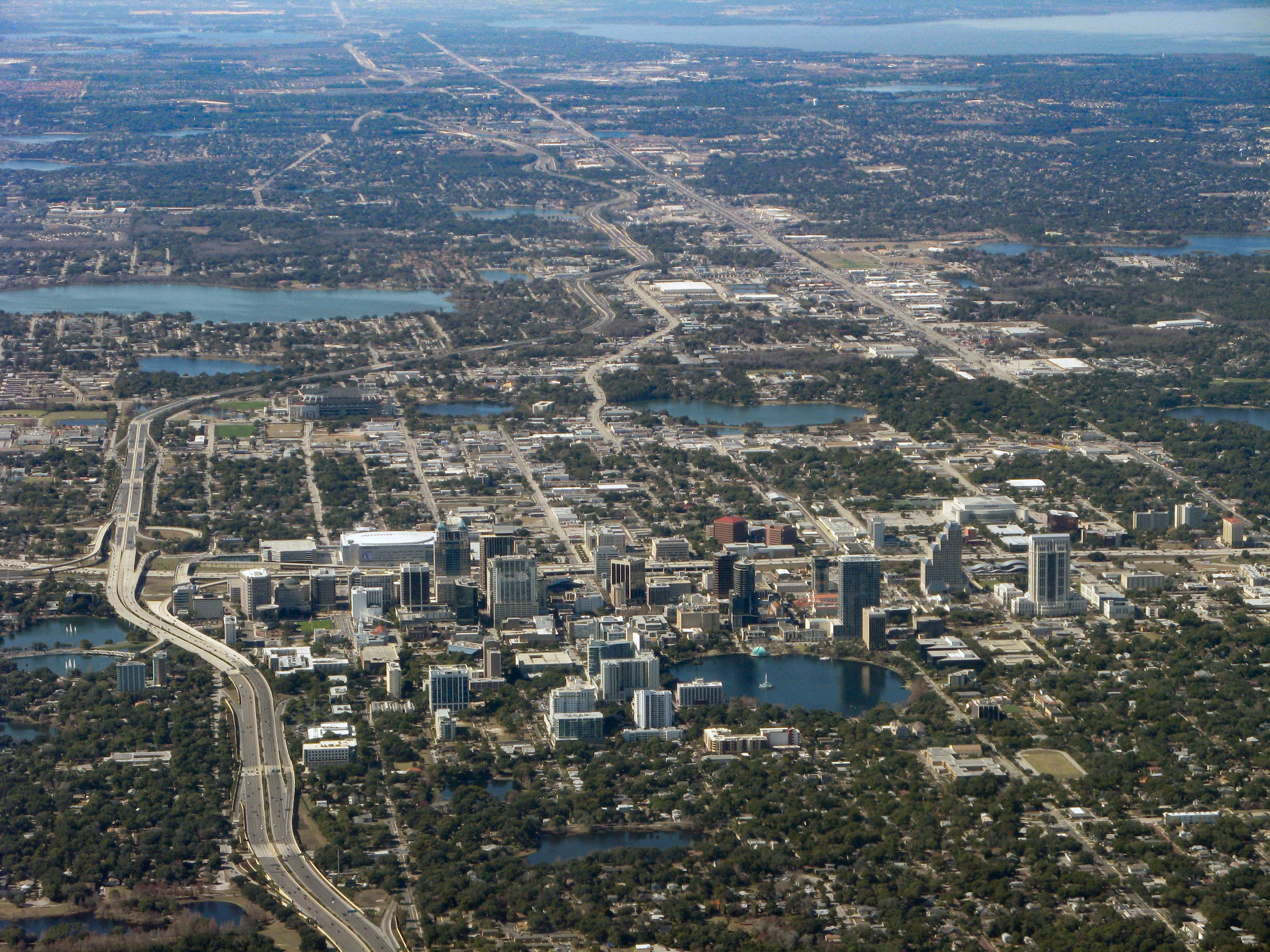
Vista do centro de Orlando.

É por certo que o acontecimento de maior importância econômica para a cidade fora a decisão de 1965 em que Walt Disney iria construir o Walt Disney World Resort na cidade, a escolha de Orlando para ser a sede do complexo se deu ao fato de que furacões tem uma incidência menor do que nas cidades litorâneas. A obra do complexo terminou em Outubro de 1971, com isso um crescimento econômico e populacional gigantesco foi trazido, além de fazer a cidade ser conhecida no mundo inteiro.

### Século XXI
Hoje, o núcleo histórico de "Old Orlando" reside no centro de Orlando, ao longo da Church Street, entre a Orange Avenue e a Garland Avenue. O desenvolvimento urbano e o distrito comercial central do centro da cidade moldaram rapidamente o horizonte do centro durante a história recente. O distrito histórico atual está associado principalmente aos bairros ao redor do Lago Eola, onde carvalhos centenários alinham-se nas ruas de tijolos. Esses bairros, conhecidos como "Lake Eola Heights" e "Thornton Park", contêm algumas das casas mais antigas de Orlando.

## Geografia
De acordo com o United States Census Bureau, a cidade tem uma área de 287 km², onde 265 km² estão cobertos por terra e 21,5 km² por água.

### Clima

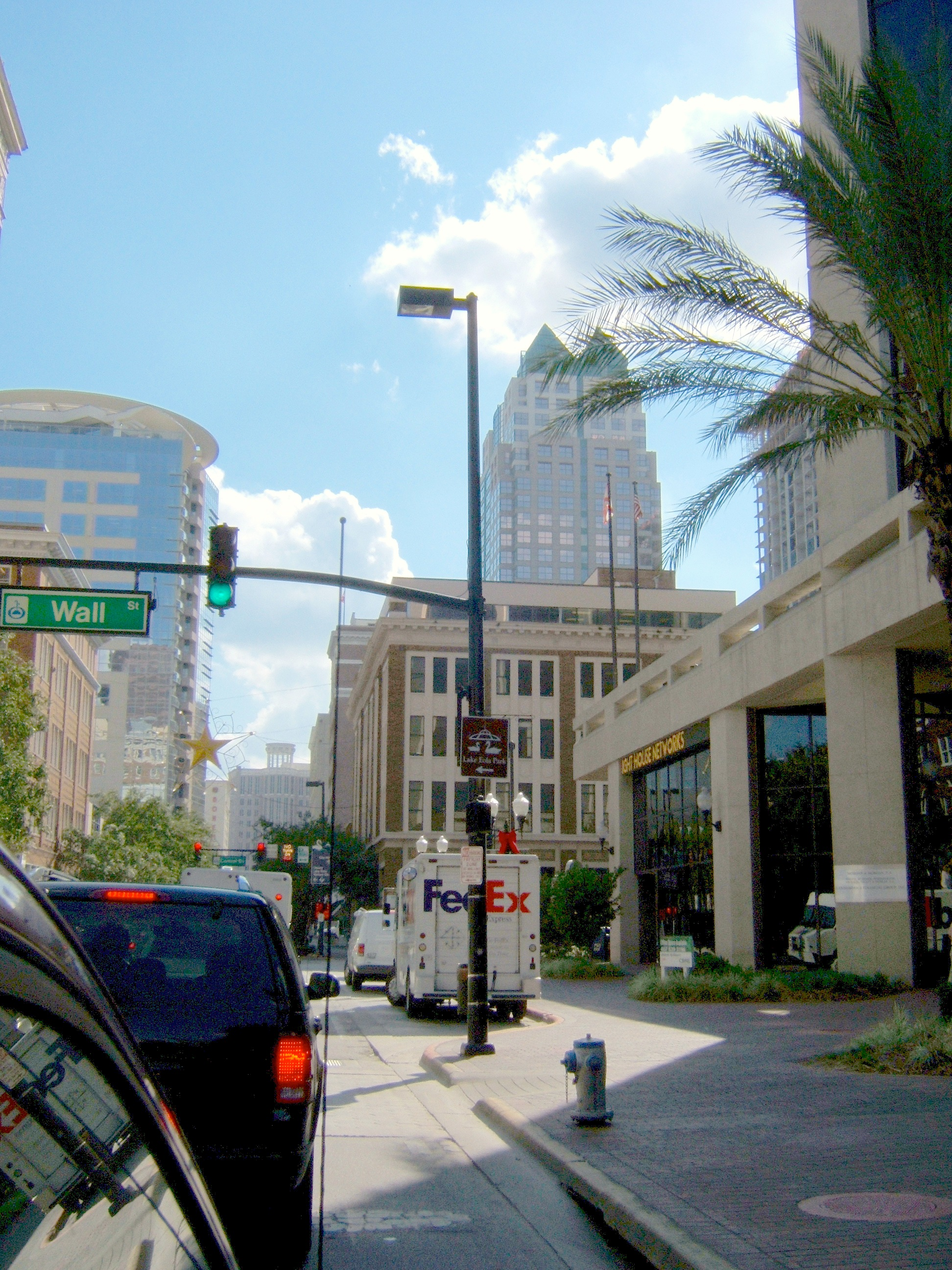
Centro geográfico de Orlando.

Orlando possui um clima subtropical quente e úmido, onde duas estações climáticas são bastantes peculiares. Uma delas é bastante quente e chuvosa, que vai do mês de abril até setembro; a outra é fria e com poucas chuvas, que vai do mês de outubro até março. O calor excessivo e a alta umidade, se dá ao fato da baixa elevação e sua posição relativamente próxima ao trópico de Câncer.
Durante o auge da estação úmida do verão de Orlando, as altas temperaturas costumam estar entre 32–36 °C (90–90 °F), enquanto as baixas temperaturas raramente caem abaixo dos 23–26 °C. A janela média para essas temperaturas é de 19 de abril a 11 de outubro. A umidade da área atua como um amortecedor, geralmente impedindo que as temperaturas reais excedam 38 °C (100 °F), mas também empurrando o índice de calor para mais de 110 °F (43 °C). A temperatura mais alta registrada da cidade é de 39 °C (103 °F), definida em 8 de setembro de 1921. Durante esses meses, fortes trovoadas da tarde ocorrem quase diariamente. Essas tempestades são causadas por massas de ar do Golfo do México e do Oceano Atlântico colidindo sobre a Flórida Central. Eles são destacados por raios espetaculares e também pode trazer fortes chuvas (às vezes várias polegadas por hora) e ventos fortes, além de granizo prejudicial raro.
Durante a estação mais fria, a umidade é muito menor e as temperaturas são mais moderadas e podem flutuar mais rapidamente. A temperatura média diária mensal em janeiro é de 15,2 °C (60,2 °F). As temperaturas caem abaixo da marca de congelamento, em média, apenas 2,4 noites por ano, e a temperatura mais baixa registrada é de 18 °F (-8 °C), definida em 28 de dezembro de 1894. Como a temporada de inverno é seca e as temperaturas congelantes geralmente ocorrem somente após a passagem de frentes frias (e a precipitação que as acompanha), a neve é excepcionalmente rara. A única acumulação que já ocorreu na cidade desde o início da manutenção de registros foi em 1948, embora houvesse alguma acumulação nas áreas circundantes em um evento de neve em janeiro de 1977. Flurries também foram observados em 1989, 2006, e 2010.
Orlando é um grande centro populacional e possui um risco considerável de furacões, embora não seja tão alto quanto no corredor urbano do sul da Flórida ou em outras regiões costeiras. Como a cidade está localizada 68 milhas (42 km) para o interior do Atlântico e 77 milhas (124 km) para o interior do Golfo do México,  Os furacões geralmente enfraquecem antes de chegar. As tempestades não são uma preocupação, uma vez que a região fica a 30 m acima do nível do mar. Apesar da sua localização, a cidade vê fortes furacões. Durante a notória temporada de furacões em 2004, Orlando foi atingido por três furacões que causaram danos significativos, sendo o furacão Charley o pior deles. A cidade também sofreu danos generalizados durante Furacão Donna em 1960.
Durante a temporada de elevadas temperaturas e de um verão bastante úmido, o termômetro está sempre acima dos 22 °C. Nestes meses fortes tempestades à tarde são comuns quase que diariamente, fazendo de Orlando a capital mundial dos raios e trovões. Já no inverno a umidade se encontra baixa, assim como os termômetros. Não há registro de precipitação de neve na região.
| Dados climatológicos para Orlando (Aeroporto Internacional, 1981-2010) | Dados climatológicos para Orlando (Aeroporto Internacional, 1981-2010) | Dados climatológicos para Orlando (Aeroporto Internacional, 1981-2010) | Dados climatológicos para Orlando (Aeroporto Internacional, 1981-2010) | Dados climatológicos para Orlando (Aeroporto Internacional, 1981-2010) | Dados climatológicos para Orlando (Aeroporto Internacional, 1981-2010) | Dados climatológicos para Orlando (Aeroporto Internacional, 1981-2010) | Dados climatológicos para Orlando (Aeroporto Internacional, 1981-2010) | Dados climatológicos para Orlando (Aeroporto Internacional, 1981-2010) | Dados climatológicos para Orlando (Aeroporto Internacional, 1981-2010) | Dados climatológicos para Orlando (Aeroporto Internacional, 1981-2010) | Dados climatológicos para Orlando (Aeroporto Internacional, 1981-2010) | Dados climatológicos para Orlando (Aeroporto Internacional, 1981-2010) | Dados climatológicos para Orlando (Aeroporto Internacional, 1981-2010) |
| Mês                                                                    | Jan                                                                    | Fev                                                                    | Mar                                                                    | Abr                                                                    | Mai                                                                    | Jun                                                                    | Jul                                                                    | Ago                                                                    | Set                                                                    | Out                                                                    | Nov                                                                    | Dez                                                                    | Ano                                                                    |
| ---------------------------------------------------------------------- | ---------------------------------------------------------------------- | ---------------------------------------------------------------------- | ---------------------------------------------------------------------- | ---------------------------------------------------------------------- | ---------------------------------------------------------------------- | ---------------------------------------------------------------------- | ---------------------------------------------------------------------- | ---------------------------------------------------------------------- | ---------------------------------------------------------------------- | ---------------------------------------------------------------------- | ---------------------------------------------------------------------- | ---------------------------------------------------------------------- | ---------------------------------------------------------------------- |
| Temperatura máxima recorde (°C)                                        | 31                                                                     | 32                                                                     | 36                                                                     | 37                                                                     | 39                                                                     | 38                                                                     | 38                                                                     | 38                                                                     | 39                                                                     | 37                                                                     | 34                                                                     | 35                                                                     | 39                                                                     |
| Temperatura máxima média (°C)                                          | 21,8                                                                   | 23,3                                                                   | 25,6                                                                   | 28,1                                                                   | 31,2                                                                   | 32,6                                                                   | 33,2                                                                   | 33,1                                                                   | 31,9                                                                   | 29,2                                                                   | 25,8                                                                   | 22,7                                                                   | 28,2                                                                   |
| Temperatura média (°C)                                                 | 15,7                                                                   | 17,2                                                                   | 19,4                                                                   | 21,8                                                                   | 25,1                                                                   | 27,4                                                                   | 28,2                                                                   | 28,2                                                                   | 27,3                                                                   | 24,2                                                                   | 20,3                                                                   | 17                                                                     | 22,7                                                                   |
| Temperatura mínima média (°C)                                          | 9,6                                                                    | 11,2                                                                   | 13,2                                                                   | 15,6                                                                   | 19,1                                                                   | 22,2                                                                   | 23,1                                                                   | 23,4                                                                   | 22,6                                                                   | 19,1                                                                   | 14,8                                                                   | 11,3                                                                   | 17,1                                                                   |
| Temperatura mínima recorde (°C)                                        | −7                                                                     | −7                                                                     | −4                                                                     | 3                                                                      | 8                                                                      | 12                                                                     | 18                                                                     | 17                                                                     | 10                                                                     | 3                                                                      | −2                                                                     | −8                                                                     | −8                                                                     |
| Precipitação (mm)                                                      | 59,7                                                                   | 60,5                                                                   | 95,8                                                                   | 65                                                                     | 87,6                                                                   | 192,5                                                                  | 184,7                                                                  | 181,1                                                                  | 153,9                                                                  | 83,8                                                                   | 55,1                                                                   | 65,5                                                                   | 1 285,2                                                                |
| Dias com precipitação (≥ 0,01 pol)                                     | 6,6                                                                    | 6,8                                                                    | 7,4                                                                    | 6,1                                                                    | 7,5                                                                    | 15,6                                                                   | 16,3                                                                   | 16,6                                                                   | 13,2                                                                   | 8                                                                      | 6,3                                                                    | 6,6                                                                    | 117                                                                    |
| Fonte: NOAA (recordes absolutos de temperatura: 1892–presente).        |                                                                        |                                                                        |                                                                        |                                                                        |                                                                        |                                                                        |                                                                        |                                                                        |                                                                        |                                                                        |                                                                        |                                                                        |                                                                        |

## Demografia
Segundo o censo nacional de 2020, a sua população é de 307 000 habitantes, e sua densidade populacional é de 898,52 hab/km². É a quinta cidade mais populosa da Flórida e a mais populosa do condado de Orange. Sua região metropolitana ultrapassa 2 milhões de habitantes. Possui 121 254 residências, que resulta em uma densidade de 457,19 residências/km².

## Economia

### Indústria
Orlando é um importante centro industrial e de alta tecnologia. A área metropolitana possui uma indústria de tecnologia de US $ 13,4 bilhões, empregando 53.000 pessoas; Orlando possui o 7º maior parque de pesquisa do país, o Central Florida Research Park, com mais de 1.025 acres (4,15 km 2 ). É o lar de mais de 120 empresas, emprega mais de 8.500 pessoas e é o centro dos programas de treinamento e simulação militar do país. Perto do final de cada ano, o Orange County Convention Center abriga a maior conferência de modelagem e simulação do mundo: Conferência Interserviço/Treinamento de Indústria, Simulação e Educação (I / ITSEC). O Metro Orlando abriga os comandos de aquisição de simulação para o Exército, Marinha, Força Aérea, Fuzileiros Navais e Guarda Costeira dos EUA.
Orlando fica perto o suficiente da Base da Força Aérea Patrick, da Estação da Força Aérea de Cabo Canaveral e do Centro Espacial Kennedy para os residentes irem trabalhar nos subúrbios da cidade. Também permite fácil acesso a Port Canaveral, um terminal de navios de cruzeiro.
Orlando é a base da Darden Restaurants, empresa controladora da Olive Garden e da LongHorn Steakhouse, e a maior operadora de restaurantes do mundo em receita. Em setembro de 2009, mudou-se para uma nova sede e centro de distribuição central.

### Cinema, televisão e entretenimento

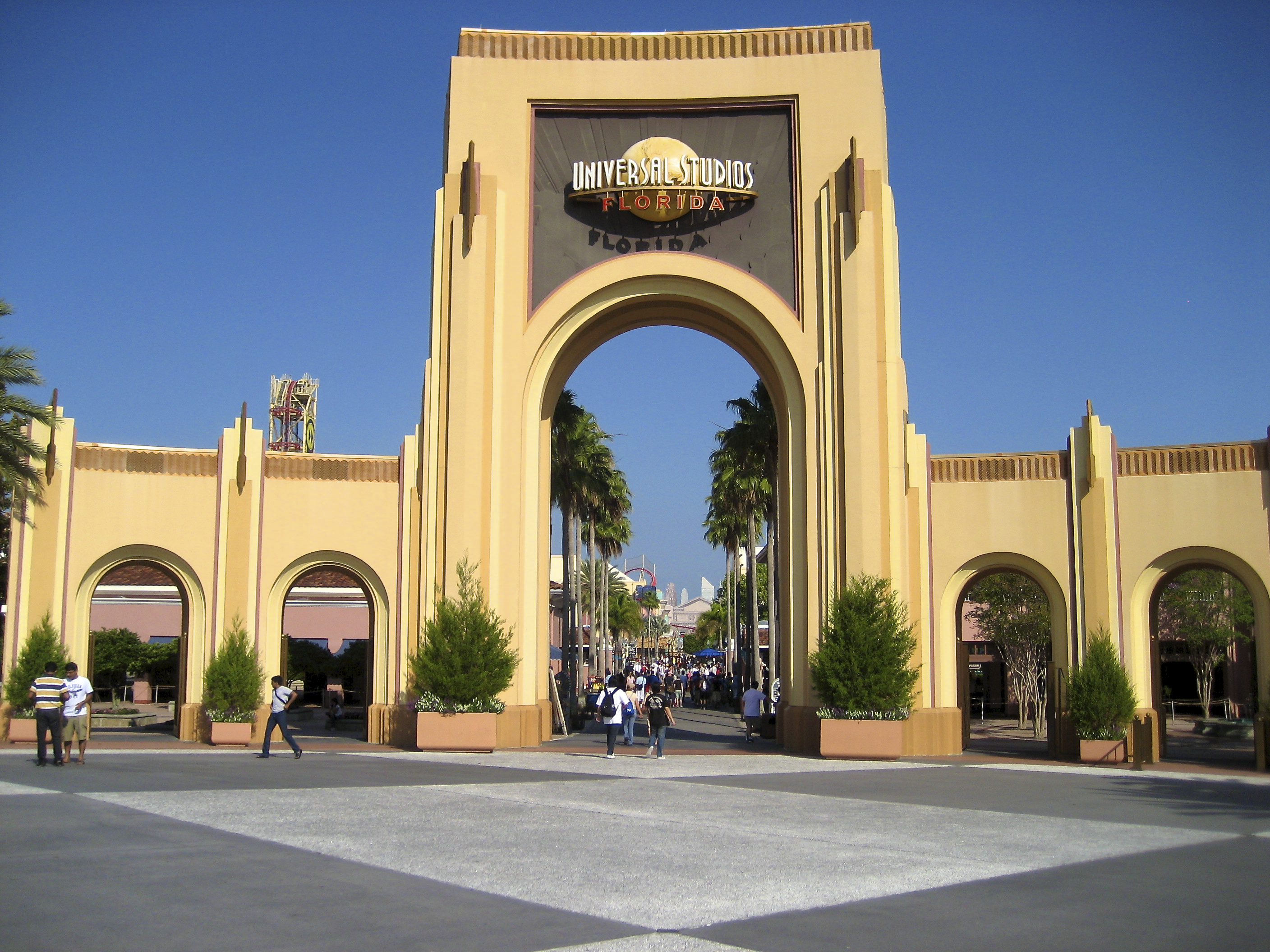
Universal Studios.

Outro setor importante são as indústrias de cinema, televisão e jogos eletrônicos, auxiliadas pela presença do Universal Studios, do Disney's Hollywood Studios, da Full Sail University, da UCF College of Arts and Humanities, da Florida Interactive Entertainment Academy e de outras empresas e escolas de entretenimento. A indústria de modelagem, simulação e treinamento (MS&T) dos EUA também está centrada na região de Orlando, com uma presença particularmente forte no Central Florida Research Park, adjacente à University of Central Florida (UCF). Nas proximidades de Maitland fica a casa de Tiburon, uma divisão da empresa de videogame Electronic Arts. A Tiburon Entertainment foi adquirida pela EA em 1998, após anos de parceria, principalmente nas séries Madden NFL e NCAA Football de videogames. Perto da Universidade Full Sail, localizada em Winter Park, atrai estudantes de novas mídias nas áreas de design de videogames, filmes, produção de espectáculos e animação por computador, entre outros, seus graduados desova várias start-ups nestes campos na área de Orlando. A sede da Ripley Entertainment Inc. também está localizada em Orlando.

### Saúde
Orlando possui dois sistemas hospitalares sem fins lucrativos: Orlando Health e Florida Hospital. O Orlando Regional Medical Center da Orlando Health abriga o único centro de trauma nível I da Flórida Central, e o Hospital Winnie Palmer para Mulheres e Bebês e o Hospital Florida Orlando possuem as únicas unidades de terapia intensiva neonatal Nível III da área. A liderança médica de Orlando foi ainda mais avançada com a conclusão da Faculdade de Medicina da Universidade da Flórida Central, um novo Hospital VA e o novo Hospital Infantil Nemours, localizado em um novo distrito médico na área de Lake Nona da cidade.

### Habitação e emprego
Historicamente, a taxa de desemprego na Grande Orlando era baixa, o que resultou em um crescimento que levou à expansão urbana na área circundante e, em combinação com a bolha imobiliária dos Estados Unidos, a um grande aumento nos preços das casas. A taxa de desemprego do Metro Orlando em junho de 2010 era de 11,1%, era de 11,4% em abril de 2010 e era de cerca de 10% na mesma época do ano em 2009. Em agosto de 2013, a taxa de desemprego na área era de 6,6%. Os preços das moradias na Grande Orlando aumentaram 37,08% em um ano, de uma mediana de US$ 182 300 em novembro de 2004 para US$ 249 900 em novembro de 2005 e, eventualmente, atingiram US$ 264 436 em julho de 2007. A partir daí, com o colapso econômico, os preços despencaram, com a mediana caindo abaixo de US$ 200 000 em setembro de 2008, caindo a uma taxa anual de 39,27%. A mediana caiu abaixo de US$ 100 000 em 2010, antes de estabilizar em torno de US$ 110 000 em 2011. Em abril de 2012, o preço médio da habitação é de US$ 116 000.

### Turismo

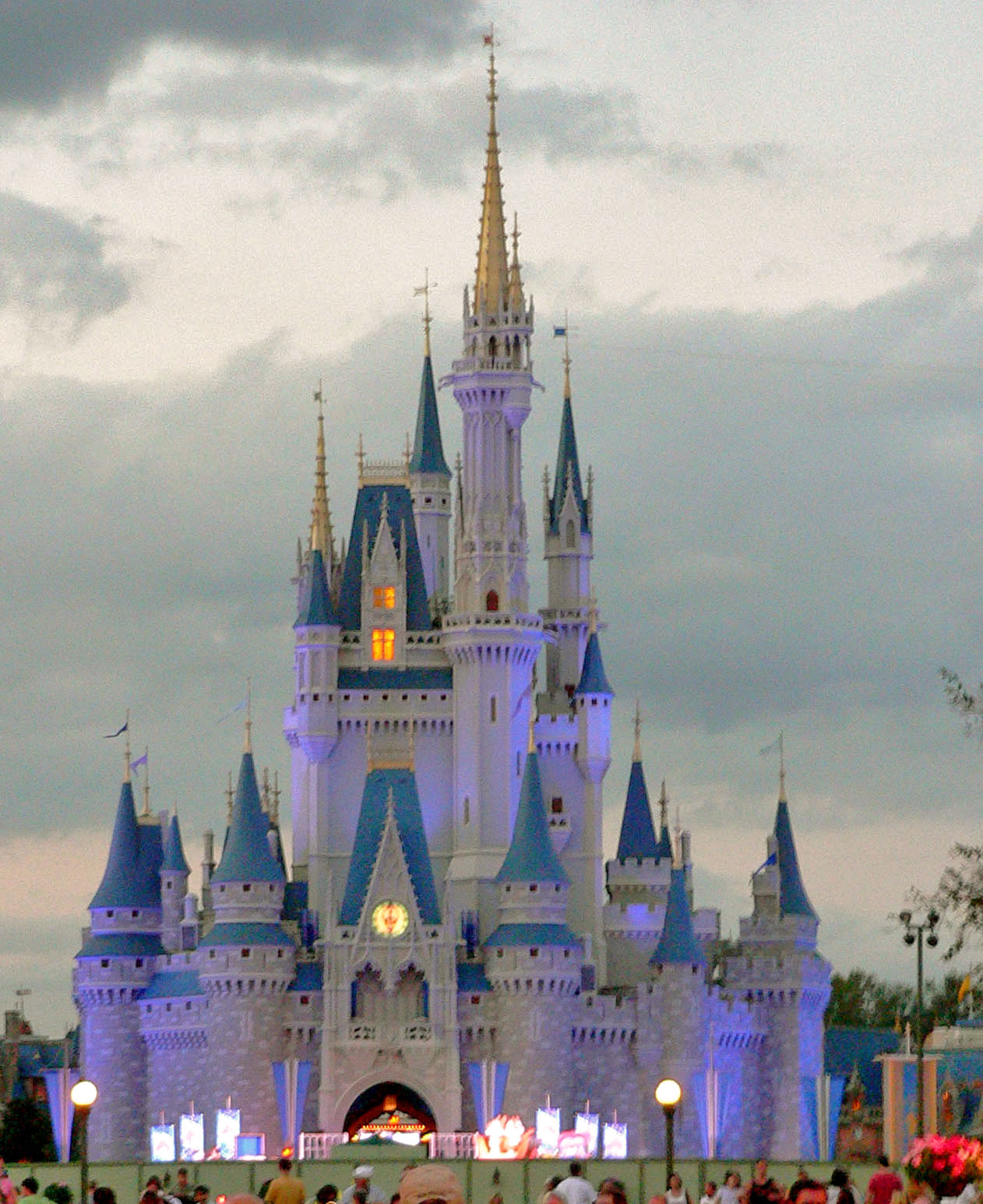
Castelo de Cinderela no Magic Kingdom, Walt Disney World Resort.

Uma das principais forças motrizes da economia de Orlando é a indústria do turismo e a cidade é um dos principais destinos turísticos do mundo. Apelidada de 'Capital do Parque Temático do Mundo', a área de Orlando abriga os Parques Temáticos Walt Disney World, Universal Orlando, SeaWorld Orlando, Legoland e Fun Spot America. Um recorde de 75 milhões de visitantes chegou à região de Orlando em 2018, tornando-o o principal destino turístico nos Estados Unidos.
A área de Orlando possui 7 dos 10 parques temáticos mais visitados na América do Norte (5 dos 10 melhores do mundo), bem como os 4 parques aquáticos mais visitados nos EUA.O resort Walt Disney World é o maior da região atração com suas muitas facetas, como o Magic Kingdom, Epcot, Disney's Hollywood Studios, Disney's Animal Kingdom, Typhoon Lagoon, Blizzard Beach e Disney Springs. O Universal Orlando, como o Walt Disney World, é um resort multifacetado que compreende o Universal Studios Florida, Islands of Adventure, Volcano Bay e Universal CityWalk. O SeaWorld Orlando é um grande parque que apresenta inúmeras exposições zoológicas e animais marinhos ao lado de um parque de diversões com montanhas-russas como Mako, Manta e Kraken . A propriedade também compreende mais de um parque, ao lado do parque aquático Aquatica e do Discovery Cove. O Fun Spot Orlando e Kissimmee são parques de diversões mais típicos, com grandes emoções em um pequeno espaço com montanhas-russas como White Lightning e Freedom Flyer em Orlando e Mine Blower e Coaster de Rockstar em Kissimmee. Orlando também abriga o I-Drive 360, na International Drive, o The Wheel no ICON Park Orlando, Madame Tussauds e Sealife Aquarium. As atrações de Orlando também atraem muitos moradores que querem se divertir perto de casa.
Numerosos campos de golfe podem ser encontrados na cidade, com o mais famoso. Sendo Bay Hill Club and Lodge, que abriga o Arnold Palmer Invitational. Grupos turísticos na cidade usam transporte de ônibus fretado ATC Buses.

## Cultura

### Entretenimento e artes cênicas

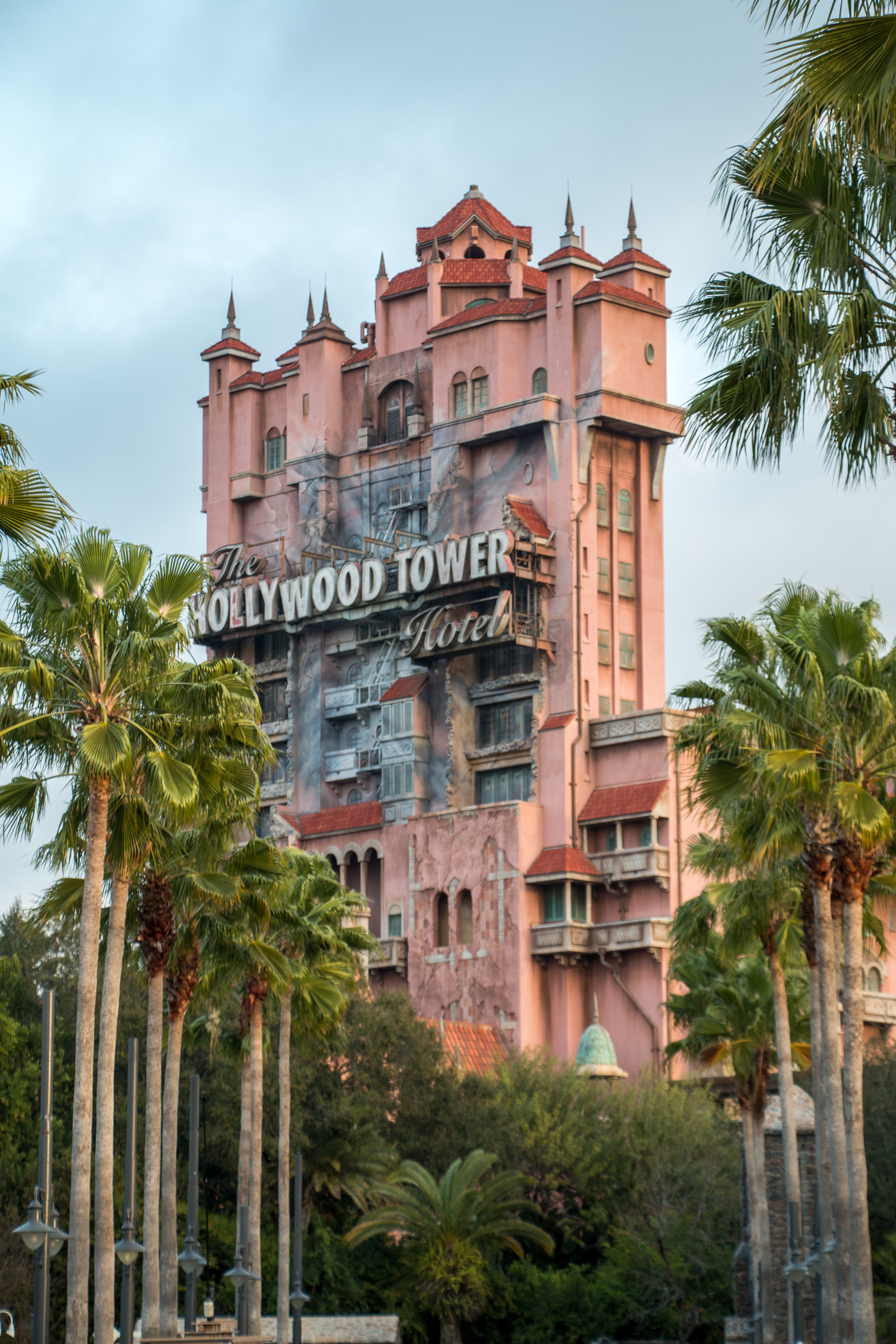
Tower of Terror na Disney's Hollywood Studios.

As cenas de hip hop, metal, rock, reggaeton e música latina estão ativas na cidade. Orlando é conhecido como "Hollywood East" por causa de inúmeros estúdios de cinema na área. A principal produção cinematográfica esteve ativa na cidade nos meados da década de 1990, mas desacelerou na década passada. Provavelmente, o momento mais famoso da história da cidade ocorreu com a implosão da prefeitura anterior de Orlando para o filme Lethal Weapon 3. Orlando agora é um grande centro de produção de programas de televisão, produções diretas para vídeo e produção comercial. No início de 2011, o cineasta Marlon Campbell construiu A-Match Pictures e Angel Media Studios; um recurso multimilionário de filme e gravação que foi adicionado à lista dos principais estúdios da cidade.
Até recentemente, a Walt Disney Feature Animation operava um estúdio no Disney's Hollywood Studios no Walt Disney World Resort. Feature Animation-Florida foi o principal responsável pelos filmes Mulan, Lilo & Stitch e os estágios iniciais do Brother Bear e contribuiu em vários outros projetos. O Soundstage 21, da Universal Studios Florida, abriga o principal show da TNA Wrestling, TNA Impact!. Nickelodeon Studios, que durante os anos 90 produziu centenas de horas de game shows repletos de GAK voltados para crianças, não opera mais no Universal Studios Florida. O Festival de Cinema da Flórida, que acontece em locais espalhados por toda a região, é um dos festivais de cinema regionais mais respeitados do país e atrai cineastas iniciantes de todo o mundo. Orlando é muito popular entre cineastas independentes. A cena cinematográfica indie de Orlando está ativa desde The Blair Witch Project (1999) da Haxan Film e alguns anos depois com Charlize Theron ganhando seu Oscar de Monster (2003). Um incentivo ao cinema do estado da Flórida também ajudou a aumentar o número de filmes produzidos em Orlando e no resto do estado.
A área metropolitana de Orlando abriga uma população substancial de teatro. Várias casas profissionais e semiprofissionais e muitos teatros comunitários incluem o Central Florida Ballet, Orlando Ballet, Orlando Shakespeare Theatre, Orlando Repertory Theatre, Mad Cow Theatre e IceHouse Theatre em Mount Dora. Projeto Orlando Theatre, fechado em 2009. Além disso, a Universidade da Flórida Central e o Rollins College (Winter Park) abrigam departamentos de teatro que atraem um fluxo de jovens artistas para a área.
O Centro de Artes Cênicas de Bob Carr recebia regularmente visitas nacionais à Broadway. Este local foi construído em 1926 e passou por uma grande reforma em 1974. Enquanto aguardava a conclusão da fase II da construção do Centro de Artes Cênicas Dr. Phillips, o recém-designado Bob Carr Theatre continuará a sediar eventos que não são da Broadway.
O Orlando International Fringe Theatre Festival, que atrai empresas de turismo de todo o mundo, é realizado em vários locais pelo Loch Haven Park, em Orlando, a cada primavera. No festival, também há leituras e produções totalmente encenadas de peças novas e desconhecidas de artistas locais. Também na primavera, há o Harriett Lake Festival of New Plays, apresentado pelo Orlando Shakespeare Theatre. Fundado em 2002, o Orlando Cabaret Festival mostra o artista de cabaré de renome local, nacional e internacionalmente no Mad Cow Theatre no centro de Orlando a cada primavera.

### Na cultura popular
Os filmes Ernest Salva Natal, Larry the Cable Guy: Inspetor de Saúde, Never Back Down e The Florida Project acontecem e foram filmados inteiramente em Orlando. O romance Paper Towns acontece na cidade, mas a adaptação cinematográfica foi filmada na Carolina do Norte. As filmagens do estabelecimento foram filmadas em Orlando; notavelmente no centro e ao longo da Orange Blossom Trail. Geostorm tem uma cena em que Orlando é destruído por uma tempestade elétrica. No entanto, essas cenas foram filmadas em Nova Orleans. Parenthood foi filmado inteiramente em Orlando, mas acontece em St. Louis. DARYL foi parcialmente filmado em Orlando; notavelmente, a cena climática de perseguição ocorre no centro de Orlando, ao longo da State Road 408 (East / West Expressway). Cenas também foram filmadas para Transformers: Dark of the Moon no Aeroporto Internacional de Orlando, no início de outubro de 2010. Orlando também é a cidade com destaque no seriado da ABC Fresh Off the Boat.
Orlando é o lar de numerosos estúdios e produtores de gravação e, como resultado, contribuiu fortemente para a mania da Boy Band em meados dos anos 90. Os grupos Backstreet Boys, NSync e O-Town começaram em Orlando antes de se tornarem sucessos em todo o país. Os grupos alternativos Matchbox Twenty, Seven Mary Three e Alter Bridge são de Orlando, assim como o grupo cristão de hip-hop do grupo 1. Orlando também tem uma cena proeminente do metal, gerando bandas como Death e Trivium.

## Esporte

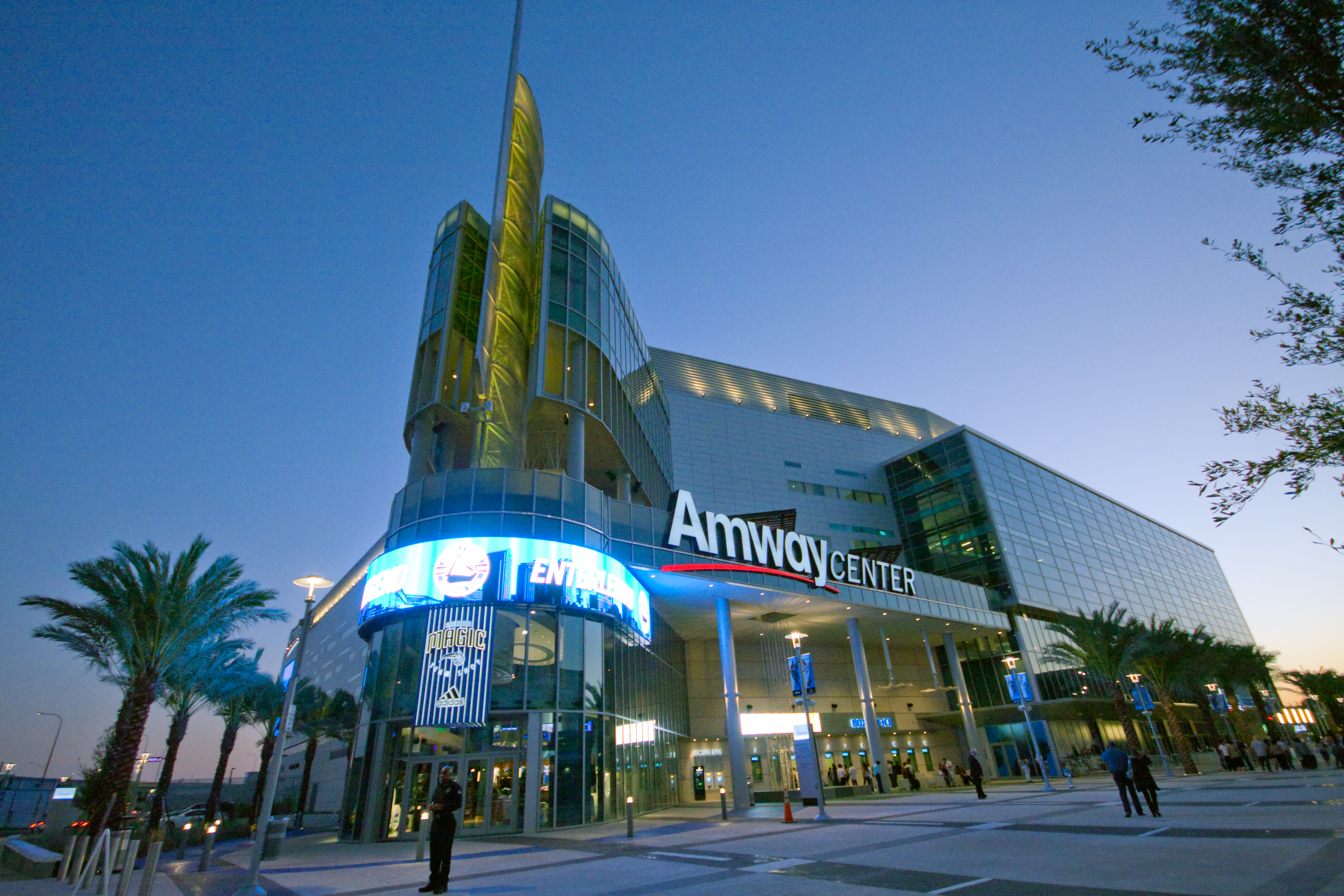
Amway Center, casa do Orlando Magic.

Orlando é a cidade natal de duas equipes esportivas profissionais da liga principal: o Orlando Magic da National Basketball Association (NBA) e o Orlando City SC da Major League Soccer (MLS).
Orlando possui cinco equipes profissionais de ligas menores: o Florida Fire Frogs da Florida State League, o time de hóquei no gelo Orlando Solar Bears ECHL, o Orlando Apollos da Alliance of American Football (AAF), o Orlando Predators da National Arena League (NAL) e a Anarquia de Orlando da Aliança de Futebol Feminino.
O Orlando Solar Bears original fazia parte da Liga Internacional de Hóquei, vencendo o último campeonato da Turner Cup em 2001, antes de a liga dobrar. De 1991 a 2016, a cidade também abrigou os Orlando Predators da Arena Football League. Orlando foi o lar dos Orlando Renegades da Liga de Futebol dos Estados Unidos em 1985. O time desistiu junto com a liga em 1986.
Em 2016, o Orlando Pride começou a jogar na Liga Nacional de Futebol Feminino. Desde 2017, eles compartilham o Orlando City Stadium com o Orlando City.

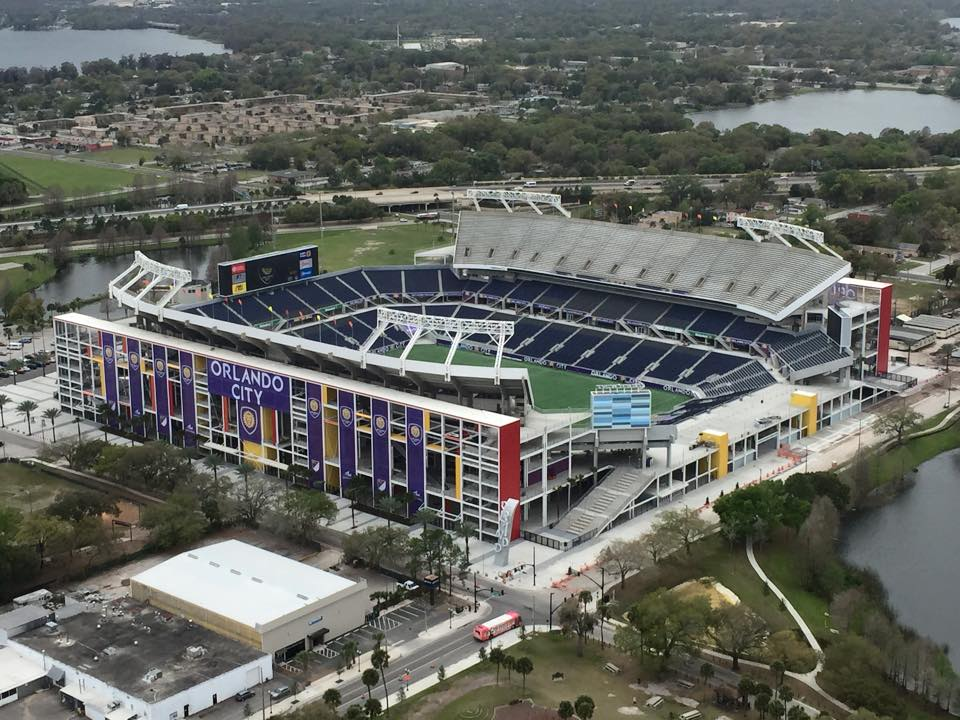
Camping World Stadium.

As equipes esportivas de Orlando ganharam coletivamente duas Arena Bowls (1998, 2000), dois títulos no hóquei no gelo, três títulos no campeonato menor de beisebol e dois títulos no futebol.
A cidade já sediou o NBA All-Star Game duas vezes: em 1992, na antiga Orlando Arena, e em 2012, no atual Amway Center. Orlando também sediou o jogo All-Star ECHL 2015 no Amway Center.
Orlando também abriga as equipes de atletismo da Universidade da Flórida Central (UCF) Knights, que competem na Divisão I da National Collegiate Athletic Association (NCAA) como membro da American Athletic Conference (The American).
O Camping World Stadium (o antigo estádio Citrus Bowl) organiza três jogos anuais de futebol universitário: o Citrus Bowl, o Russell Athletic Bowl e o Cure Bowl. Também sediou o 1998 All-Star Soccer All-Star Game. Orlando é a cidade anfitriã do anual Florida Classic, um dos maiores clássicos de futebol do FCS no país. Ele também começou a hospedar a Liga Nacional de Futebol 's Pro Bowl, bem como uma série de FBS jogos kickoff chamado Orlando Kickoff, em 2016.
Orlando é o lar de muitos atletas notáveis, antigos e atuais, incluindo os jogadores de beisebol Carlos Peña, Frank Viola, Ken Griffey Jr. e Barry Larkin; jogadores de basquete Shaquille O'Neal e Tracy Mcgrady; jogadores de futebol Alex Morgan, Marta, Nani e Kaká; e muitos golfistas, incluindo Tiger Woods, Mark O'Meara e Arnold Palmer.
O Community Effort Orlando (CEO) anual é o segundo maior torneio de jogos de luta do país. Tendo crescido desde a sua introdução em 2010, o evento recebeu mais de 4.000 participantes de mais de 25 países diferentes em 2016.

## Geminações
- Reykjanesbær, Gullbringusýsla, Islândia
- Seine-et-Marne, Ilha de França, França[19]
- Monterrei, Nuevo León, México
- Valladolid, Castela e Leão, Espanha
- Oremburgo, Oblast de Oremburgo, Rússia
- Curitiba, Paraná, Brasil[20]
- Guilin, Guangxi, China
- Urayasu, Chiba, Japão
- Tainan, Taiwan[21]
- Keelung, Taiwan

## Galeria de imagens

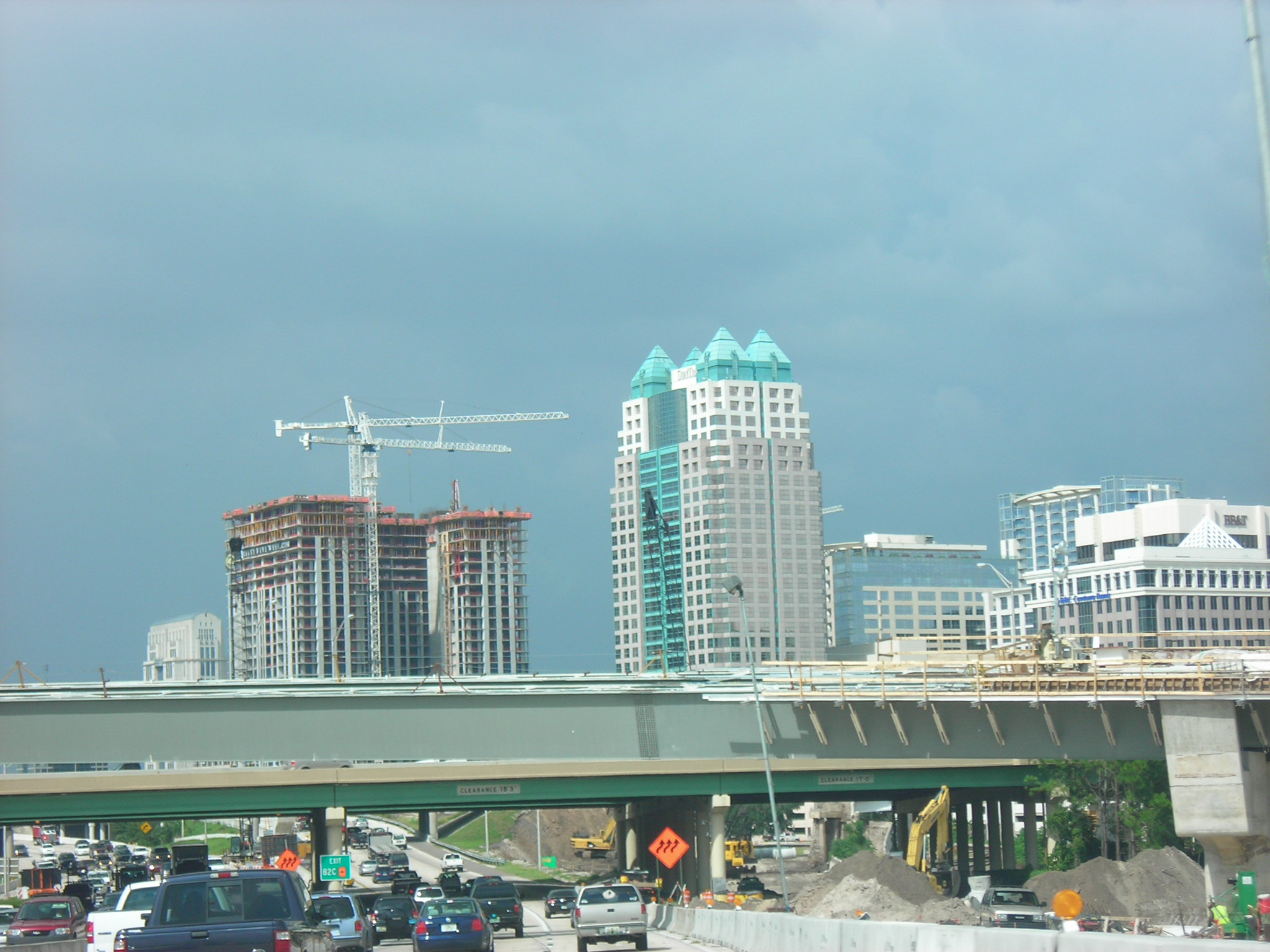
Centro Financeiro de Orlando.
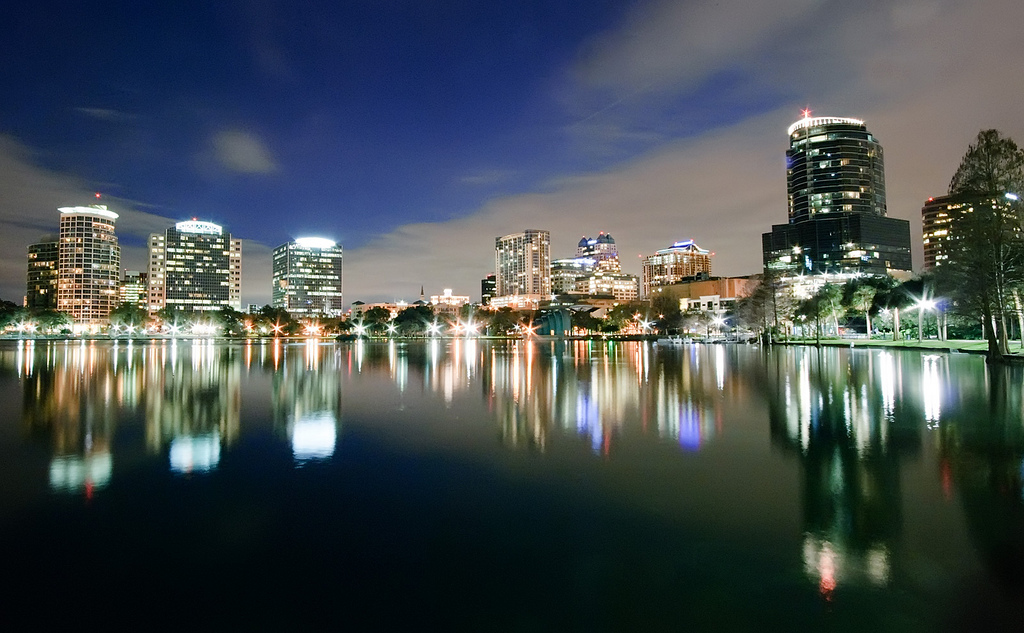
Panorama de Orlando à noite.